# 2283 Bunke
2283 Bunke este un asteroid din centura principală, descoperit pe 26 septembrie 1974 de Liudmila Juravliova.